# Нирнбершко јаје
Нирнбершко јаје био је назив за џепни сат који је произведен у Нирнбергу и који је имао механизам са опругом из 1550. године.

## Порекло
Опис јаје није произашао из облика који је имао овај џепни сат већ из сличности и искривљавања немачке речи „Uhr“- сат у „Ei“ што на немачком значи јаје. Овај часовник се приписује често Петер Хенлајну који је био проналазач покретног сата малих димензија око 1510. године што није вероватно тачно јер се нирнберчко јаје појавило и производило након његове смрти (1542) односно око 1550. године али је и он за време свог живота производио цилиндрично формиране преносиве часовнике.